# Заки, Зико
Закария Шериф Заки (араб. زكريا شريف زكي, англ. Zakaria Sherif Zaki, ; род. 18 января 1990, Александрия, Египет)), более известный как Зико Заки (араб: زيكو زكي, англ. Zeeko Zaki), — египетско-американский актёр, наиболее известен ролью специального агента Омара Адома «ОА» Зидана в сериале Дика Вульфа «ФБР».

## Ранняя жизнь и образование
Заки родился в Александрии, Египет, и эмигрировал в месячном возрасте вместе со своими родителями Эмон и Шерифом Заки в Соединенные Штаты. Бабушка и дедушка Заки по материнской линии эмигрировали в США до того, как он и его родители приехали туда. Его дальние родственники осталась в Египте. В детстве Заки проводил лето в родном городе — у его тети есть вилла в районе Агами, где иногда собирается семья.
Заки вырос в Уэст-Честере, штат Пенсильвания. Его мать управляет салоном в Уилмингтоне, штат Делавэр, а отец работает стилистом. У Заки есть младшие брат Зейад и сестра Зейна.

## Карьера
Заки открыл в себе страсть к актерскому мастерству во время постановки мюзикла по историям Доктора Сьюза «Сьюзикал» в первый год учёбы в средней школы Юнионвилля. Позже он также играл в общественной театральной группе Unionville Players. Недолго учился в Университете Темпл в Филадельфии.
В 2010 году Заки переехал в Северную Каролину, где работал в театре, проходя прослушивания на телевизионные роли. Он сыграл несколько совсем небольших ролей в различных фильмах и телесериалах, после чего получил эпизодические роли в сериалах «Шесть» и «24 часа: Наследие», где изображал антагонистов, и в сериале «Доблесть», где исполнил роль наводчика авиационного отряда специального назначения армии США.
Свою первую главную роль Заки получил, сыграв специального агента Зидана в процедурале Дика Вульфа «ФБР». Изначально роль была написана для латиноамериканского актера, но Вольф, впечатленный записью прослушивания Заки, изменил этническую принадлежность персонажа, чтобы отразить происхождение Заки. Сам Заки заявил, что хочет доказать миру — мусульмане и арабы не являются террористами.

## Личная жизнь
Заки — мусульманин. До шести лет говорил дома на египетском диалекте арабского.

## Фильмография

### Кино
| Год  |     | Русское название                               | Оригинальное название                      | Роль                        |
| ---- | --- | ---------------------------------------------- | ------------------------------------------ | --------------------------- |
| 2012 | кор | Сеанс терапии                                  | The Therapy Session                        | Майкл                       |
| 2012 | ф   | Застрял в любви                                | Stuck in Love                              | Гас                         |
| 2013 | ф   | Глубинка                                       | Heart of the Country                       | заключенный                 |
| 2013 | кор | Макдаффи: Городской орел                       | McDuffy: The Urban Eagle                   | Шоколадный крендель         |
| 2014 | кор | Вторник                                        | Tuesday                                    | друг Эндрю                  |
| 2015 | ф   | Макс                                           | Max                                        | афганский полицейский       |
| 2015 | ф   | Элвин и бурундуки: Грандиозное бурундуключение | Alvin and the Chipmunks: The Road Chip     | папарацци №2                |
| 2016 | ф   | Дивергент, глава 3: За стеной                  | The Divergent Series: Allegiant            | командир отряда без фракций |
| 2018 | ф   | План побега 2                                  | Escape Plan 2: Hades                       | Солдат MDLF                 |
| 2022 | мф  | Ночь в музее: Новое воскрешение Камунра        | Night at the Museum: Kahmunrah Rises Again | бог Солнца Ра (голос)       |

### Телевидение
| Год  |   | Русское название              | Оригинальное название | Роль                                    |
| ---- | - | ----------------------------- | --------------------- | --------------------------------------- |
| 2012 | с | Родина                        | Homeland              | сержант                                 |
| 2012 | с | Революция                     | Revolution            | солдат ополчения (в титрах не указан)   |
| 2013 | с | Под куполом                   | Under the Dome        | клиент №2                               |
| 2014 | с | Игра                          | The Game              | Кэмерон                                 |
| 2015 | с | Супружеский долг              | Satisfaction          | Рассел                                  |
| 2016 | с | Инспекторы                    | The Inspectors        | Дарио Реста                             |
| 2017 | с | Шесть                         | Six                   | Акмаль Бараев                           |
| 2017 | с | 24 часа: Наследие             | 24: Legacy            | Хамид                                   |
| 2017 | с | Морская полиция: Лос-Анджелес | NCIS: Los Angeles     | Аймон Шах                               |
| 2017 | с | Ночная смена                  | The Night Shift       | Дюк                                     |
| 2017 | с | Дивы дневного эфира           | Daytime Divas         | водитель такси                          |
| 2017 | с | Доблесть                      | Valor                 | Старший сержант Мэтт Дарзи              |
| 2018 | с | ФБР                           | FBI                   | {Специальный агент Омар Адом «ОА» Зидан |
| 2020 | с | ФБР: Самые разыскиваемые      | FBI: Most Wanted      | Специальный агент Омар Адом «ОА» Зидан  |
| 2021 | с | ФБР: За границей              | FBI: International    | Специальный агент Омар Адом «ОА» Зидан  |